# مارك ديكسون (لاعب كرة قدم أمريكية)
مارك ديكسون (بالإنجليزية: Mark Dixon)‏ هو لاعب كرة قدم أمريكية أمريكي، ولد في 26 نوفمبر 1970 في شارلوتسفيل في الولايات المتحدة.

## وصلات خارجية
- مارك ديكسون على موقع مرجع كرة القدم المحترفة.كوم (الإنجليزية)